# Just Do It (SPYAIRのアルバム)
『Just Do It』（ジャスト・ドゥー・イット）は、SPYAIRの2枚目のオリジナルアルバム。2012年9月19日にSony Music Associated Recordsからリリースされた。

## 概要
前作『Rockin' the World』から約1年ぶりのリリース。6枚目の「My World」から8枚目の「Naked」までのシングル表題曲を含む12曲が収録されている。リリースは通常盤、初回生産限定盤A、初回生産限定盤Bという3形態で行われ、このうち初回生産限定盤Aにはミュージック・ビデオや2012年5月5日に開催された全国ツアーのファイナルである赤坂BLITZのLIVE映像を収録したDVD、初回生産限定盤Bにはメジャー・デビュー後に発表したシングルのカップリング曲の中から選ばれた5曲と、インディーズ時代に発表した「To」、「I'll be there」、そして初収録の「Why (Acoustic ver.)」の計8曲を収録したボーナスCDがそれぞれ付属されている。
日韓同時リリースされ、韓国洋楽チャート1位を獲得した。
2012年12月にメンバーのENZEL☆が脱退した為、5人体制での最後のオリジナルアルバムとなった。

## 収録曲

### CD
通常盤、初回生産限定盤A、初回生産限定盤B共通。
1. Just Do It [1:36] 
  - 作詞：MOMIKEN、作曲：UZ
2. Rock'n Roll [3:33]
  - 作詞：MOMIKEN、作曲：UZ
  - 7thシングルc/w曲
3. 0 GAME [4:03]
  - 作詞：MOMIKEN、作曲：UZ
  - 7thシングル表題曲
  - ソニー・ピクチャーズ エンタテインメント配給映画『アメイジング・スパイダーマン』日本版テーマソング
4. My World [3:35]
  - 作詞：MOMIKEN、作曲：UZ
  - 6thシングル表題曲
  - 毎日放送・TBS系アニメ『機動戦士ガンダムAGE』エンディングテーマ

シングルバージョンとはミックスが異なるバージョンで収録されている。
5. Little Summer [4:00]
  - 作詞：MOMIKEN、作曲：UZ
6. No where, Now here [2:53]
  - 作詞：MOMIKEN、作曲：UZ
7. Stay gold [3:47]
  - 作詞：MOMIKEN、作曲：UZ
8. Break Myself [3:01]
  - 作詞：MOMIKEN、作曲：UZ
  - ネクソン 新感覚リアルアクションFPS「シャドウカンパニー」 TVCMソング
9. Naked [3:49]
  - 作詞：MOMIKEN、作曲：UZ
  - 8thシングル表題曲
  - 日本テレビ系『フットンダ』9月エンディングテーマ
10. U & I [3:51]
  - 作詞：MOMIKEN、作曲：UZ
11. I want a place [4:19]
  - 作詞：MOMIKEN、作曲：UZ
  - エディオンTVCMソング
12. Raise Your Hands [3:42]
  - 作詞：MOMIKEN、作曲：UZ

### DVD
初回生産限定盤Aのみ。
1. My World (Music Video)
2. 0 GAME (Music Video)
3. Naked (Music Video)
4. MOVIN' ON (Music Video)
5. 【SPYAIR TOUR 2012「My World」】TOUR FINAL DIGEST@AKASAKA BLITZ 2012.5.5

### BONUS DISC
初回生産限定盤Bのみ。
1. To [4:03]
  - 作詞：MOMIKEN、作曲：IKE/UZ/KENTA
  - インディーズ自主製作アルバム『alive』収録曲
2. I'll be there [3:10]
  - 作詞：MOMIKEN、作曲：IKE/UZ/KENTA
  - インディーズ自主製作アルバム『alive』収録曲
3. 哀より愛し [3:59]
  - 作詞：MOMIKEN、作曲：UZ
  - 2ndシングルc/w曲
4. リセット [3:18]
  - 作詞：MOMIKEN、作曲：UZ
  - 5thシングルc/w曲
5. Come on [3:36]
  - 作詞：MOMIKEN、作曲：UZ
  - 6thシングルc/w曲
6. MOVIN' ON [2:57]
  - 作詞：MOMIKEN、作曲：UZ
  - 7thシングルc/w曲
  - 2012年1月1日に配信された楽曲
  - 「福岡カスタムカーショー2012」イメージソング
7. YOU 2 [2:50]
  - 作詞：MOMIKEN、作曲：UZ
  - 7thシングルc/w曲
8. Why (Acoustic ver.) [4:04]
  - 作詞：MOMIKEN、作曲：IKE/UZ
  - インディーズ自主製作アルバム『Can You Listen?』収録曲のアコースティックヴァージョン

## 解説
アルバムのタイトル『Just Do It』は“やるしかない！”、“やってやるぜ！”という意味を持ち、このアルバムを引っさげ行う12月18日の日本武道館ライブに向けたSPYAIRの勢いを感じさせるタイトルとなっている。
『骨太のバンドサウンド』をコンセプトに、シンプルな楽曲構成で生のサウンドにこだわった音作りをメンバー主導で行い、ラウドで激しいナンバーから、爽快でキャッチーな楽曲、夏の終わりの切ないラブ・バラードまで、聴きごたえのある作品となっている。